# Automeris macphaili
Espèce
Automeris macphaili est une espèce de papillon de la famille des Saturniidae.